# 醒目 (饮料)
醒目汽水是可口可乐公司为中国顾客生产的一种碳酸饮料，1997年8月开始在中国销售，而在美国也可以买到部分品种的醒目汽水。近年来有退出市场的趋势。

## 口味
- 苹果
- 苹果香蕉
- 苹果草莓
- 椰子
- 葡萄
- 葡萄柚
- 橘
- 橙
- 桃
- 香草冰淇淋
- 西瓜
- 菠萝
- 咸味柠檬
- 荔枝